# 江戸川区立宇喜田小学校
江戸川区立宇喜田小学校（えどがわくりつ うきたしょうがっこう）は、東京都江戸川区北葛西5丁目にある公立小学校。

## 沿革
- 1983年（昭和58年）
  - 2月1日 - 初代校長として、湯田尭が第六葛西小学校より着任。開校に伴う学校事務を西葛西小学校にて行う。
  - 4月1日 - 開校。
  - 4月6日 - 開校式と始業式および第1回入学式挙行。開校時点の児童数657名、学級数18学級。
  - 4月20日 - 校章制定。
  - 5月1日 - 遊び場開放開始。
  - 10月8日 - 校歌制定。
  - 10月20日 - 開校と施設完成記念の両式典挙行。
- 1984年（昭和59年）3月23日 - 第1回卒業証書授与式挙行。
- 1985年（昭和60年）5月11日 - 学校の森・校庭拡張工事完成記念式典挙行。
- 1987年（昭和62年）12月15日 - 開校五周年記念誌作成。
- 1992年（平成4年）11月11日 - 開校十周年記念式典挙行。
- 1993年（平成5年）8月 - 校庭改修ダスト舗装。
- 1997年（平成9年）
  - 6月30日 - プール自動濾過装置設置。
  - 12月2日 - パソコン室設置。
- 1999年（平成11年）12月21日 - 屋上防水工事。
- 2001年（平成13年）12月20日 - 学校ホームページ開設。
- 2003年（平成15年）10月27日 - 開校二十周年記念式典挙行。
- 2011年（平成23年）7月24日 - 西側にバリアフリー手洗所設置。
- 2012年（平成24年）
  - 7月24日 - 体育館照明完全LED化。
  - 8月20日 - うきたの森整備。
- 2013年（平成25年）
  - 7月21日 - 東側にバリアフリー手洗所設置。体育館床・内壁塗装工事。
  - 11月11日 - 開校三十周年記念式典挙行。
- 2015年（平成27年）3月 - 6学年児童制作の木彫り「江戸川区歌」設置。光の庭改修（日本国JAPAN、枯山水）。
- 2016年（平成28年）3月 - 理科室改修。6学年児童制作の陶板「校歌」設置。玄関スロープ、防災倉庫兼展示室。
- 2017年（平成29年）2月 - 可変式鉄棒、ツリーロープ設置。
- 2018年（平成30年）8月 - 給水設備改修工事。
- 2020年（令和2年）8月 - 体育館空調設備設置。
- 2021年（令和3年）7月 - 給食室改修。
- 2022年（令和4年）7月 - 校舎防火区画改修。
- 2023年（令和5年）
  - 4月 - 給食室トイレ設備改修。
  - 11月15日 - 開校40周年記念式典挙行[2]。

## 児童数
2023年（令和5年）4月時点
| 学年 | 1年 | 2年 | 3年 | 4年 | 5年 | 6年 | 合計 |
| ---- | --- | --- | --- | --- | --- | --- | ---- |
| 児童 | 91  | 80  | 89  | 78  | 91  | 84  | 513  |

## 教育目標
- ○学ぶ子
  - 学習の基盤となる 「言葉の力」を養い 、「筋道立て考える力」や、「自らの考えを豊かに表現する力」の育成を図る。
  - 「学ぶことの楽しさ」を実感させながら、「基礎的・基本的な学力 」の定着を図る。
  - 自ら学び、 考えようとする意欲を高め「主体的に学習する力」の育成を図る。
- ○やさしい子
  - 思いやりの心をもって人々と接し、人のために尽くす子を育てる。
  - 友達の良さを見つけて、それに学ぶことのできる子を育てる。
- ○元気な子　
  - 早寝 早起き 朝ご飯を心がける子
  - いつも明るく 素直で元気な子
  - 健やかな 心と体を持つ子

## 学区
出典
- 宇喜田町（全域）
- 北葛西3丁目（5番～9番）
- 北葛西5丁目（全域）

## 進学先中学校
出典
- 江戸川区立葛西第二中学校

## アクセス
- 都営バス「葛西24」系統で、「宇喜田小学校」バス停下車後、徒歩3分。
- 東京メトロ東西線葛西駅から、
  - 上述の都営バス「葛西24」」各系統に乗車し、「宇喜田小学校」バス停下車後、徒歩。
  - 徒歩18分。
- 都営地下鉄新宿線船堀駅から、
  - 上述の都営バス「葛西24」系統に乗車し、「宇喜田小学校」バス停下車後、徒歩。
  - 徒歩18分。

以下は学校ホームページには記載は無いが、学校へのアクセスは可能。
- 都営バス「西葛26」系統で、「宇喜田小学校」バス停下車後、徒歩。
- 東京メトロ東西線西葛西駅・JR東日本京葉線葛西臨海公園駅から、上述の都営バス「西葛26」系統で、「宇喜田小学校」バス停下車後、徒歩。

## 学校周辺
- JKK東京（東京都住宅供給公社）宇喜田第一住宅
- 江戸川区立宇喜田さくら公園
- セブンイレブン江戸川北葛西5丁目店
- 法蓮寺
- 学校周辺には、JKK東京宇喜田第一住宅以外のマンション・アパートなどの住宅も広がっている。